# Jacques de Voragine
Ne doit pas être confondu avec Jacobus de Boragine.
 (août 2020).
Jacques de Voragine (en italien : Jacopo da Varazze, Giacomo da Varazze ; en latin : Jacobus de Voragine, plus rarement Jacobus a Varagine) est l'auteur de La Légende dorée, né à Varazze (Ligurie) vers 1228 et mort à Gênes en 1298. Archevêque de Gênes, il est aussi l'auteur d'une Chronique de la cité de Gênes, de recueils de sermons et de quelques opuscules.
Il est béatifié en 1816 par le pape Pie VII et est fêté le 13 juillet.

## Biographie
Jacques de Voragine naît entre 1225 et 1230 à Varazze (appelé à cette époque du nom latin de « Voragine »), près de Gênes en Ligurie (Italie).
En 1244, la même année que Thomas d'Aquin, il prend l'habit et rejoint l'ordre des Prêcheurs (les dominicains) fondé par Dominique de Guzmán (connu sous le nom de saint Dominique). Il s’établit au couvent génois de Santa Maria in Castello (fondé en 1222). Entre 1246 et 1251, il est envoyé au Studium generale de Bologne, centre prestigieux de l’ordre dominicain. En 1252, il revient pour être lector au couvent de Gênes (élevé au rang de prieuré depuis 1229, il fallait un homme qui inculquât un enseignement de base aux frères). On ne trouve guère de passage de Jacques de Voragine dans une université, ce qui peut paraître étonnant dans une carrière si bien menée au sein de l’ordre. Il fut sous-prieur du couvent de Gênes en 1258 puis prieur des couvents d’Asti et Gênes. Cette position centrale joua pour beaucoup dans la diffusion de la Légende dorée dans les couvents dominicains.

La Légende dorée est commencée vers 1260 et sera remaniée jusqu'à sa mort en 1298.

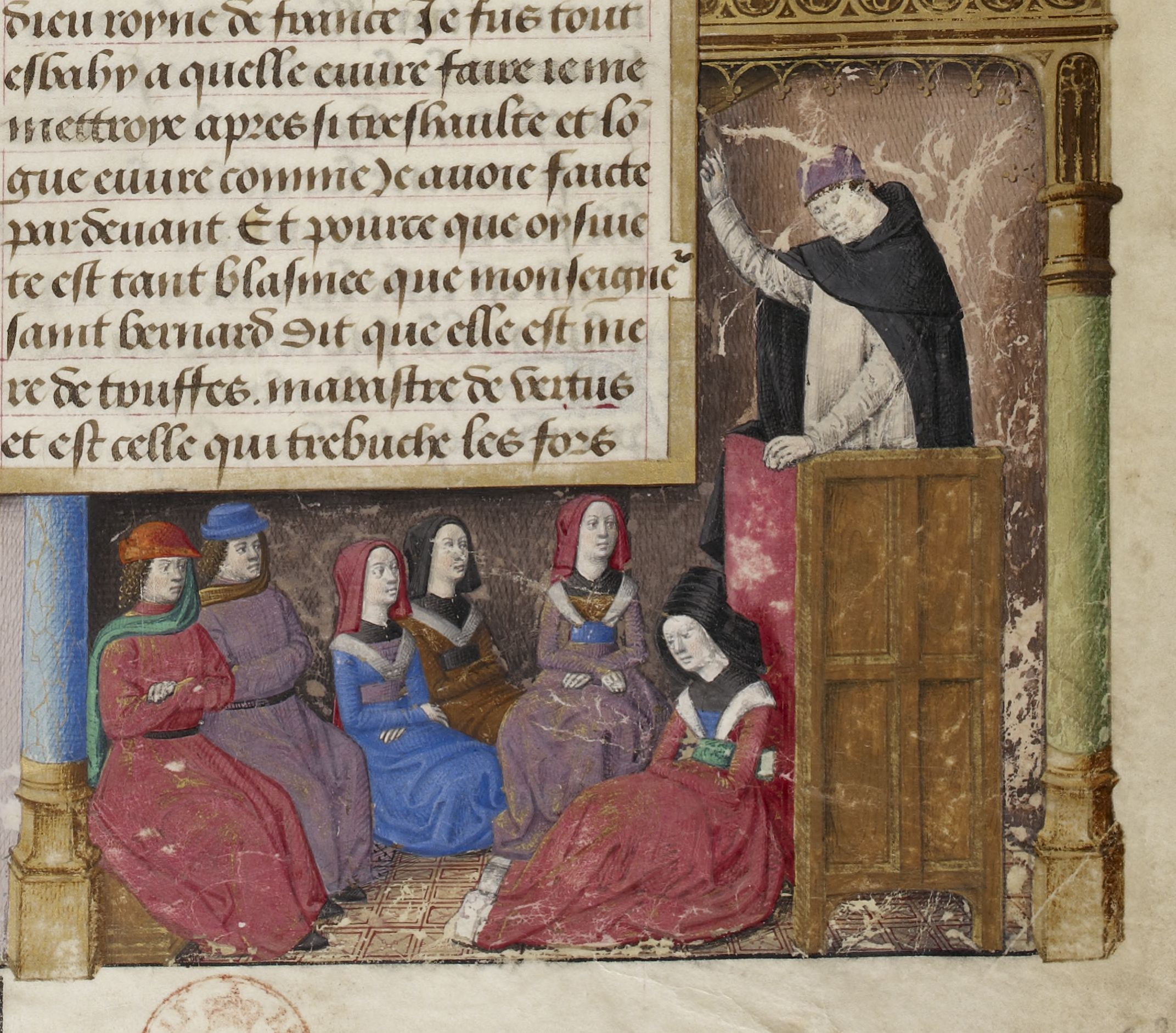
Jacques de Voragine prêchant, détail d'une miniature du Maître de Jacques de Besançon tirée d'un manuscrit de la Légende dorée, vers 1480.

Au cours du chapitre général de Bologne de 1267, il est nommé prieur provincial de Lombardie, c'est-à-dire de toute l’Italie du nord, charge qu’il exerce de 1267 à 1277, puis de 1281 à 1286. Il assure aussi par intérim la direction générale de l’ordre à la mort de Jean de Verceil de 1283 à 1285. Il représente sa province lors des conciles de Lucques en 1288 et de Ferrare en 1290. Lors de ce dernier, il est l'un des quatre délégués chargés par le pape Nicolas IV de demander la déposition de Munio de Zamora, maître de l'ordre des Prêcheurs depuis 1285. Munio de Zamora sera ainsi démis de sa charge par une bulle pontificale datée du 12 avril 1291.
En 1288, la ville de Gênes envoie Jacques de Voragine auprès de Nicolas IV afin de libérer les Génois de l'excommunication dont ils sont frappés en raison de l'aide qu'ils ont apportée aux Siciliens contre le roi Charles II.
En 1292, Nicolas IV convoque Jacques de Voragine à Rome afin de le consacrer archevêque de Gênes. Mais lorsqu'il arrive à Rome, le 30 mars, le pape est gravement malade ; il meurt le 4 avril sans avoir procédé à cette consécration. Ce sont finalement les cardinaux qui le nomment archevêque le dimanche suivant Pâques.
Jacques de Voragine remplit sa tâche avec beaucoup de dévouement, multipliant notamment les efforts pour réconcilier les deux factions politiques des Guelfes et des Gibelins qui déchirent Gênes, ce qu'il réussit à faire en janvier 1295. Il participe aussi, comme envoyé du pape, à plusieurs médiations dans le conflit qui oppose la république de Gênes à celle de Venise.
Il meurt en juillet 1298 à Gênes en demandant que l'argent prévu pour ses funérailles soit distribué aux pauvres. Le gisant de son tombeau se trouve actuellement déposé au musée lapidaire de Sant'Agostino (it).
Fêté le 13 juillet, le martyrologe romain déclare à son propos : « À Gênes en Ligurie, en 1298, le bienheureux Jacques de Voragine, évêque, de l'Ordre des Prêcheurs. Pour promouvoir dans le peuple la vie chrétienne, il proposa dans ses écrits les vertus des saints ».

## Œuvres
- La Légende dorée (Legenda aurea, vers 1261-1266), trad. sous la dir. d'Alain Boureau, Paris, Gallimard, coll. « La Pléiade », 2004, 1664 p. ; trad. J. B. Roze, Paris, Garnier-Flammarion, 1967 ; trad. Thérèse de Wyzewa, Paris, Seuil, coll. « Points Sagesses », 2004, 742 p.
- Mariale sive Sermones de beata Maria virgine (après 1292), Paris, 1503.
- Chronica civitatis Ianuensis ab origine urbis usque ad annum MCCXVII (Chronique de Gênes) (1298) : Iacopo de Voragine e la sua cronica di Genova dalle origine al 1297, éd. par G. Monleone, Rome, 1941, 3 vol.